# Куспан, Абзал Темиргалиулы
Абза́л Темиргали́улы Куспа́н (каз. Абзал Темірғалиұлы Құспан; род. 23 февраля 1978, Жангалинский район, Западно-Казахстанская область) — казахстанский адвокат, общественный деятель. Депутат Мажилиса Парламента Казахстана VIII созыва.

## Биография
В 1995 году окончил уральский лицей-интернат для одаренных детей им. Сакена Сейфуллина.
В 2000 году оканчивает судебно-прокурорский факультет Казахской Государственной Юридической Академии.
В 2000—2006 годы работал в органах прокуратуры Западно-Казахстанской области.
В 2006—2009 годы работал частнопрактикующим юристом по гражданско-экономическим делам.
В 2009 году становится членом коллегии адвокатов Западно-Казахстанской области, где по сей день осуществляет адвокатскую деятельность.

### Общественная и адвокатская деятельность
После ухода из прокуратуры начал активно заниматься общественной деятельностью, в частности, вместе с единомышленниками Лукпаном Ахмедьяровым и Исатаем Утеповым создал общественное объединение «Абырой», которое одно из первых подняло тревогу о вредности гептила и выступало против испытаний российских ракет на полигонах Казахстана..
В 2012 году Куспан, совместно с правозащитником Асель Нургазиевой, представлял интересы потерпевших от массового расстрела полицейскими в деле о событиях в Жанаозене.
28 мая 2012 года был оглашён приговор в отношении пяти полицейских, которые применили оружие во время беспорядков 16-17 декабря 2011 года.
В июле 2011 года защищал в суде бывшего заведующего кафедрой КазНТУ им. Сатпаева, лидера суфийской общины Алматы Саята Ибраева, проходившего по «делу суфиев». Ибраев обвинялся в «создании преступной группы», а также «в экстремизме, незаконном лишении людей свободы, лечении алкоголизма и наркомании, наносящими вред здоровью людей методами». В апреле 2018 года профессор механики и математики освобождается по УДО от отбывания последних 3,5 лет из 12-летнего срока.
С 2012 года по сей день защищает интересы бывшего акима Атырауской области Бергея Рыскалиева, обвиняемого в хищении чужого имущества, мошенничестве, создании и руководстве преступным сообществом, злоупотреблении должностными полномочиями и получении взяток.
После земельных протестов в 2016 году по всему Казахстану, был включен в земельную комиссию по внесению изменений и дополнений к действующему Земельному кодексу РК при Министерстве сельского хозяйства Республики Казахстан.
9 июля 2018 года совместно с международными организациями — Управлением Верховного комиссара ООН по делам беженцев, Комитетом против пыток при ООН, Европейской организацией по защите прав человека, немецкой правозащитной организацией «Общество защиты уязвимых народов», международной защитной организацией «Human Rights Watch» участвовал в деле Сайрагуль Сауытбай, выступая в качестве её адвоката. Этническая казашка из КНР Сайрагуль Сауытбай обвинялась в незаконном пересечении государственной границы РК. В августе этого года казахстанский суд не стал депортировать Сауытбай в Китай из-за нелегально пересеченной китайско-казахстанской границы, а назначил ей шесть месяцев пробационного контроля и освободил из-под стражи. В июне 2019 года Сара Сауытбай, не получив убежища, покинула Казахстан и переехала с семьей в Швецию. Дело Сайрагуль Сауытбай было широко освещено в международных информационных изданиях.
В январе 2019 года на Абзала Куспана обрушился шквал критики, после того как юрист предложил ввести в Казахстане налог для иностранцев, желающих жениться на девушках коренной национальности. По его словам, иностранцы, которые увозят из РК местных девушек, наносят урон государству не только по демографическим показателям, но и по экономике страны.
В августе 2021 года Куспан заявил, что вместо дочери участника КВН, известного казахстанского юмориста и телеведущего Турсынбека Кабатова Единое национальное тестирование сдавал другой человек. Заявление вызвало общественный резонанс. Выяснилось, что помимо дочери комика, трое выпускников школ пытались сдать ЕНТ в Нур-Султане, использовав вместо себя других людей. Махинация была выявлена благодаря системе Face-ID. Позже Кабатов объяснил произошедшее, сообщив, что репетитор Нурбек Канай не известил их о своем намерении подменить документы. На репетитора было заведено уголовное дело, впоследствии суд приговорил Нурбека Канай к 1 году ограничения свободы с установлением пробационного контроля за его поведением.
7 января 2022 года Куспан был задержан после участия в мирном митинге в Уральске. Митингующие требовали отставку правительства. 9 января вынесено постановление арестовать юриста на 10 суток по статье 488 части 6 КоАП РК «Участие в митинге, не разрешенном местным исполнительным органом».
Среди клиентов Абзала Куспана были бывший аким Атырау Аскар Керимов, автор ютуб-канала «Til Maydani онлайн партиясы» Куат Ахметов, экс-глава комитета по водным ресурсам МСХ РК Ислам Абишев, бывший руководитель управления физкультуры и спорта Западно-Казахстанской области Муслим Ундаганов, уральский блогер-активист Айболат Букенов, который освещал дорожно-транспортные происшествия, случившиеся в Уральске с участием полицейских.